# 5618 Сайтама
5618 Сайтама (5618 Saitama) — астероїд головного поясу, відкритий 4 березня 1990 року.
Тіссеранів параметр щодо Юпітера — 3,611.
Названо на честь Сайтами (яп. さいたま(埼玉) сайтама).